# Бендорюс, Йонас
Йо́нас Бендо́рюс (Ионас Бяндорюс; лит. Jonas Bendorius; 3 (15) августа 1889, дер. Скайсчяй, Любавская волость, Мариампольский уезд, Сувалкская губерния — 27 июня 1954, Паланга) — литовский композитор, органист, хоровой дирижёр, музыкальный педагог и музыкально-общественный деятель; заслуженный деятель искусств Литовской ССР (1945).

## Биография
В 1899 году окончил начальную школу. Музыке обучался на частных уроках до 1903 года. Играл на органе в местечке Виштынец (ныне Виштитис Вилкавишкского района). Сдав экзамен за курс гимназии, учился в Варшавском музыкальном институте по классу органа (1907—1912). В 1910 году вместе с Альбинасом Иешмантой поставил в Мариямполе оперу Микаса Петраускаса «Бируте».
В 1912—1920 годах работал в Мариямполе: играл на органе, преподавала в гимназии и на курсах учителей, был одним из основателей и председателем общества музыки, литературы и драмы „Gabija“ (1913—1920), руководил костёльным хором и хором общества «Габия».
В 1920—1924 годах совершенствовался в теории музыки и композиции в Лейпцигской консерватории.
С 1924 года преподавал теорию и руководил классом органа в Каунасской музыкальной школе, с 1933 года — в Каунасской консерватории.
В 1940 году вместе с Конрадасом Кавяцкасом основал в Вильнюсе музыкальную школу и руководил ею до 1945 года. В 1945—1949 годах был директором Вильнюсской консерватории, с 1948 года профессором. Одновременно был заведующим кафедрой теории музыкальной композиции. В 1945—1948 годах был председателем организационного комитета Союза композиторов Литовской ССР; избран председателем Союза композиторов.
В 1945 году удостоен звания заслуженного деятеля искусств Литовской ССР. Входил в организационные комитеты республиканских Праздников песни.
Умер на своей вилле в Паланге. Похоронен в Вильнюсе на кладбище Расу.

## Творчество
Автор музыкально-критических статей. Занимался обработкой (гармонизацией) литовских народных песен (сборник „Aušrelei beauštant“, т. е. «Уж светает зорюшка», 1960). Сочинил песни для хора на стихи советских поэтов.

### Сочинения
- Для фортепиано: сюита, 10 фуг, Скерцо, Рондо
- Для скрипки и фортепиано:-соната